# Birkholm
Birkholm est une île du Danemark situé entre les îles de Fyn et de Ærø.